# Diamond Dart
Die Diamond DART (Diamond Aircraft Reconnaissance Trainer) ist ein einmotoriges, doppelsitziges Turboprop-Schulflugzeug des österreichischen Herstellers Diamond Aircraft.

## Geschichte
Die Entwicklung des auf der Luft- und Raumfahrtmesse Farnborough 2014 angekündigten Luftaufklärungstrainers startete im Mai 2015, der Rollout erfolgte im Dezember 2015. Der Prototyp der DART-450 mit dem Kennzeichen OE-VDA hob am 17. Mai 2016 vom Flugplatz Wiener Neustadt zum Erstflug ab. Als Antrieb diente ein Iwtschenko Progress AI-450S mit 370 kW (500 PS).
Im Juli 2016 wurde das Flugzeug bei der Farnborough Airshow im Flug vorgeführt. Am 24. Mai 2018 hatte die mit einem General Electric GE H75-100 und Martin-Baker-Mk.16-Schleudersitzen ausgerüstete Kunstflugtrainerversion DART-550 mit dem Kennzeichen OE-VGE ihren Erstflug.
Eine Version der DART-450 mit der Bezeichnung TA-20 hatte am 6. November 2018 bei der chinesischen CETC Wuhu Diamond Aircraft Manufacture Co. ihren Erstflug.
Zur Beschleunigung des Zulassungsprozesses ist die Version DART-750 mit dem Triebwerk Pratt & Whitney Canada PT6A-25C (550 kW) und einem Garmin G3000-Avioniksystem vorgesehen. Das Flugzeug flog zum ersten Mal am 12. Juni 2023 vom Flugplatz Wiener Neustadt.

## Konstruktion
Der freitragende Tiefdecker mit Einfachtrapeztragfläche, Normalleitwerk und einfahrbarem Bugradfahrwerk ist in Kohlenstofffaserverbundbauweise gefertigt. Die Besatzung sitzt hintereinander auf pneumatisch betätigten Schleudersitzen und steuert per Sidestick Quer- und Höhenruder.

## Technische Daten

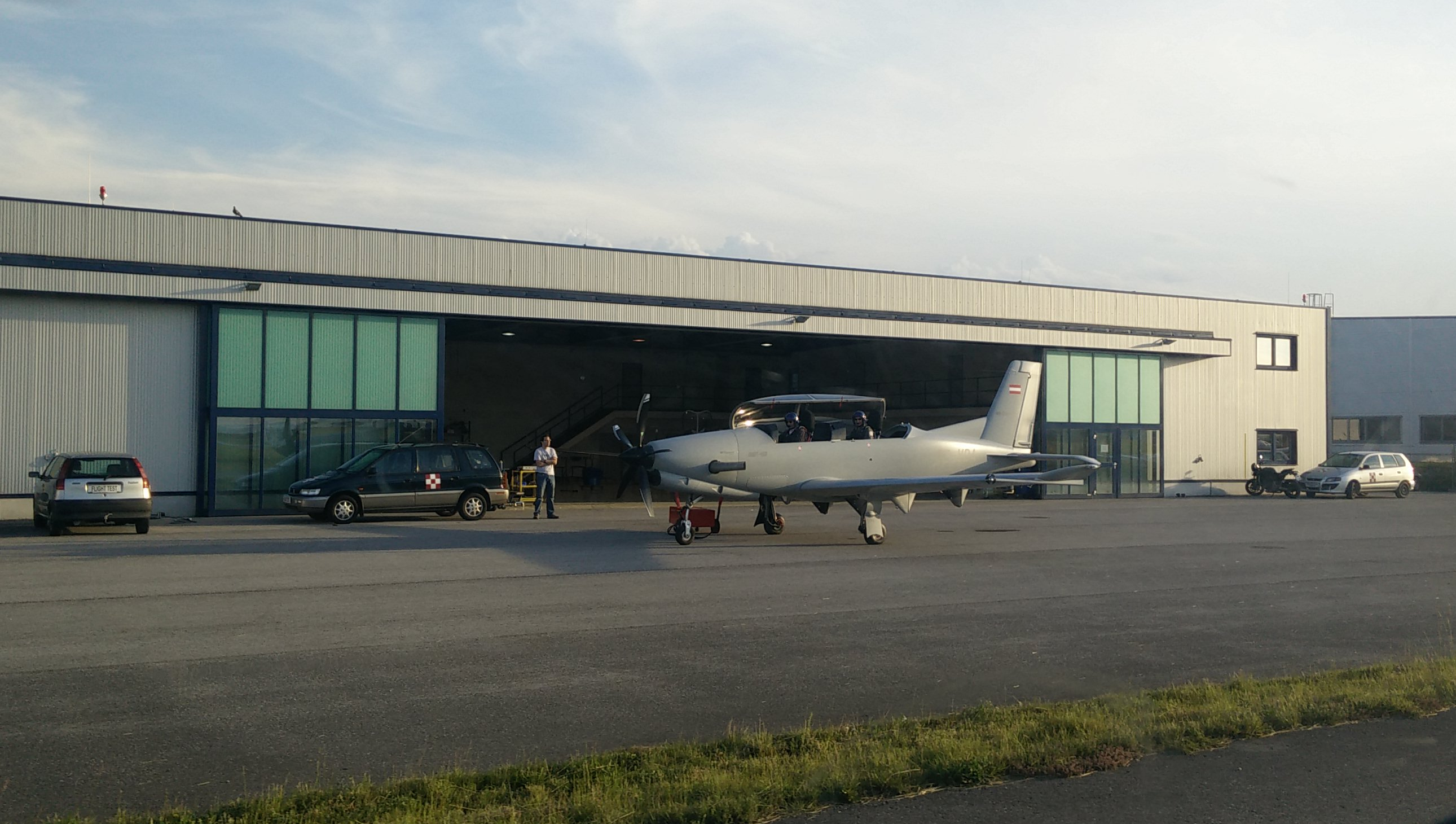
Prototyp OE-VDA der DART-450 in Wiener Neustadt, 2016

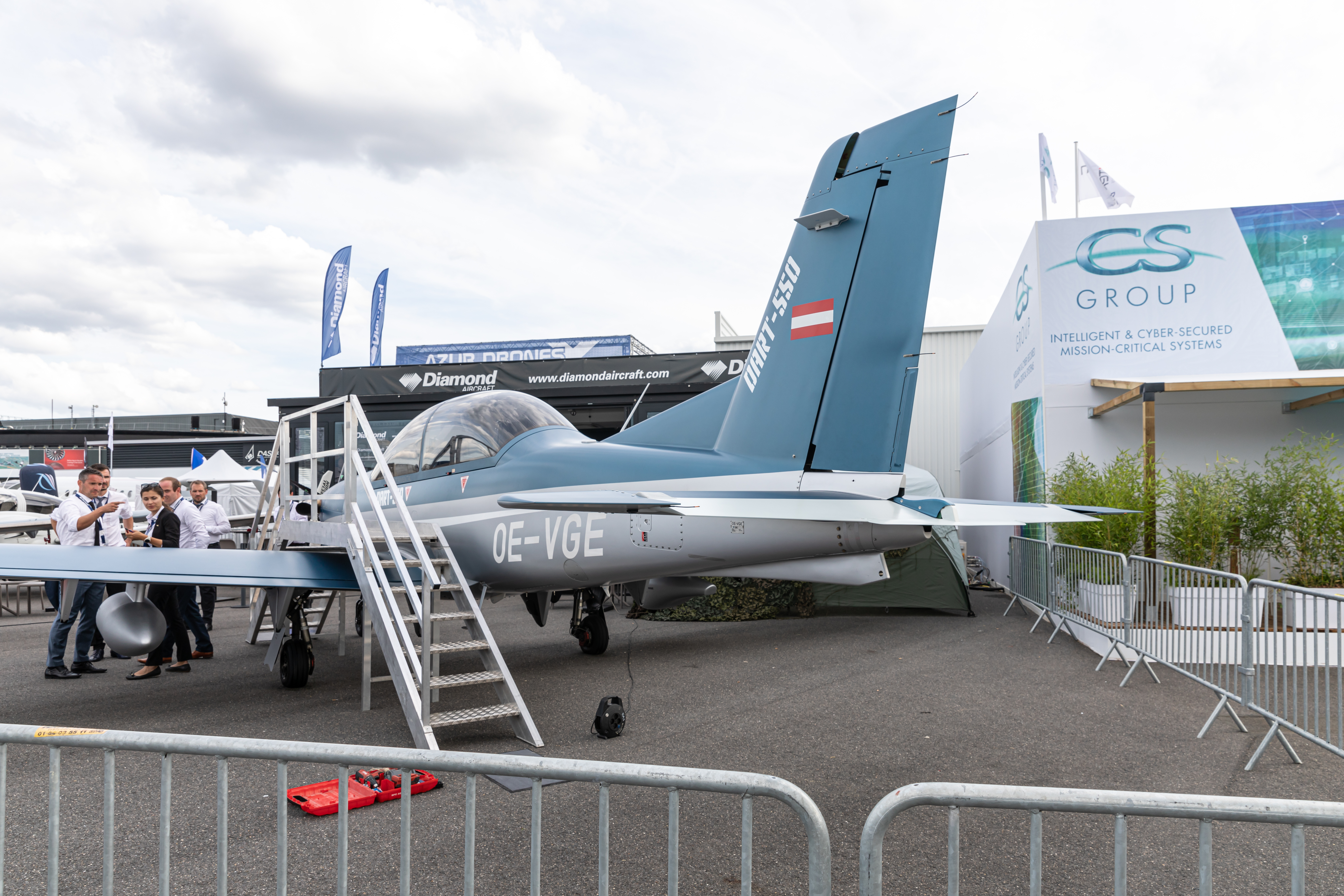
Ansicht von schräg hinten, DART-550, Le Bourget 2019

| Kenngröße              | DART-450                                                            | DART-550                                                            | DART-750                                    |
| ---------------------- | ------------------------------------------------------------------- | ------------------------------------------------------------------- | ------------------------------------------- |
| Besatzung              | 1 + 1 (Flugschüler und -lehrer)                                     | 1 + 1 (Flugschüler und -lehrer)                                     | 1 + 1 (Flugschüler und -lehrer)             |
| Länge                  | 9,75 m                                                              | 9,75 m                                                              | 9,75 m                                      |
| Spannweite             | 11,79 m                                                             | 11,79 m                                                             | 11,79 m                                     |
| Höhe                   | 3,43 m                                                              | 3,43 m                                                              | 3,43 m                                      |
| Flügelfläche           |                                                                     |                                                                     |                                             |
| Flügelstreckung        |                                                                     |                                                                     |                                             |
| Rüstmasse              | 1550 kg (1450 kg Kunstflugkonfiguration)                            | 1600 kg (1550 kg Kunstflugkonfiguration)                            |                                             |
| max. Startmasse        | 2400 kg (2080 kg Kunstflugkonfiguration)                            | 2400 kg (2080 kg Kunstflugkonfiguration)                            |                                             |
| Mindestgeschwindigkeit | 110 km/h (60 kn)                                                    |                                                                     |                                             |
| Reisegeschwindigkeit   |                                                                     | projektiert: 190 kn (ca. 350 km/h)                                  |                                             |
| Höchstgeschwindigkeit  | 230 kn (426 km/h)                                                   | projektiert: 265 kn (ca. 490 km/h)                                  | projektiert: 265 kn (ca. 490 km/h)          |
| Dienstgipfelhöhe       | 23.000 ft (ca. 7.000 m)                                             | 25.000 ft (ca. 7.600 m)                                             |                                             |
| Steigrate              | 9 m/s                                                               | 11 m/s                                                              |                                             |
| Reichweite             | 2300 km (1240 NM), Flugdauer 8 h                                    | Flugdauer 8 h                                                       | Flugdauer 5 h                               |
| Lastvielfaches         | +7g/–4g (Kunstflugkonfiguration) +5g/–2,4g (Aufklärerkonfiguration) | +7g/–4g (Kunstflugkonfiguration) +5g/–2,4g (Aufklärerkonfiguration) | +6g/–4g                                     |
| Triebwerk              | ein Iwtschenko Progress AI-450SR, 370 kW                            | ein General Electric GE H75-100, 404 kW                             | ein Pratt & Whitney Canada PT6A-25C, 550 kW |
| Propeller              | Fünfblatt-Propeller MTV-5-1-E-C-F-R(P)                              | Fünfblatt-Propeller MTV-5-1-E-C-F-R(P)                              | Fünfblatt-Propeller MT                      |

## Vergleichbare Typen
- Pilatus PC-7
- Pilatus PC-21
- Embraer EMB 312 Tucano